# Jánské kameny

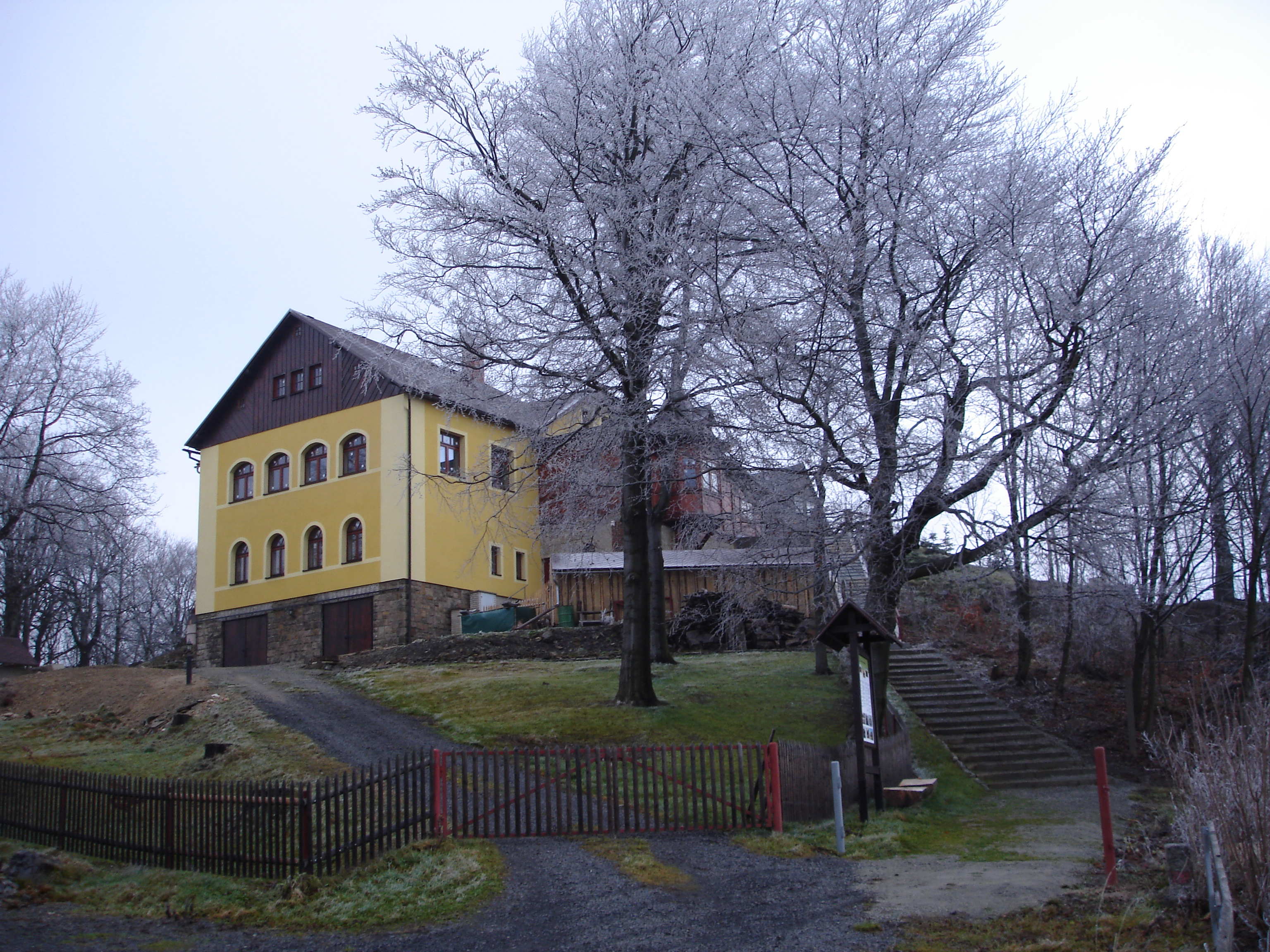
Böhmische Johannissteinbaude (2006)

Jánské kameny (deutsch: Johannisstein) ist eine 604 m hohe Anhöhe, auf deren Gipfel eine Formation von Basaltfelsen, die Johannissteine, stehen. Sie befindet sich im Lausitzer Gebirge an der sächsisch-böhmischen Grenze beim Ortsteil Hain des Kurorts Oybin und nordöstlich des Krompacher Ortsteils Valy.

## Geschichte
Seit der Abtretung der Oberlausitz im Jahre 1635 verläuft die Grenze zwischen Sachsen und Böhmen über den Johannisstein, dessen Gipfel zu Böhmen gehört.
Auf der Anhöhe wurde 1880 auf der böhmischen Seite ein Gasthaus errichtet, bei dem ein Jahr eine Aussichtsplattform entstand. Als das Gasthaus aufgrund des großen Zuspruchs zu klein wurde, errichtete man weitere Gebäude, die Johannissteinbaude. Die Baude entwickelte sich zu einer beliebten Ausflugsstätte und wurde auch zur Rast für Wanderungen auf den benachbarten Hochwald genutzt.
Seit 1927 wurde sie als Berghotel mit Veranstaltungssaal betrieben. Weitere kleinere Bauden, wie die böhmische Josefshöhe oder die deutsche Schönfeldbaude, entstanden am Nordhang.
Nach dem Zweiten Weltkrieg, der Vertreibung und der Schließung der Grenzen blieb der Gebäudekomplex auf der tschechischen Seite ungenutzt. Die neuen tschechischen Bewohner von Valy hatten keinen Bedarf an einer Ausflugsgaststätte an der Grenze. Während viele umliegende böhmische Bauden, wie die auf dem Rabenstein, Hochwald und der Lausche in dieser Zeit niederbrannten, blieb die Johannissteinbaude erhalten. Sie verfiel aber zusehends.
Der am Nordhang des Berges gelegene Ort Hain war auch nach dem Krieg ein beliebter Ferienort im Zittauer Gebirge und es bestand Interesse an einer Nutzung des Bauwerkes direkt hinter der Grenze.
Nach Verhandlungen zwischen der DDR und ČSSR überließ die tschechoslowakische Seite das frühere Berghotel am 1. Januar 1959 der „Jugend der DDR“ für eine Nutzung als Jugendherberge „Julius Fučík“. Bis zum Prager Frühling hatte das Haus wieder Gäste und es erfolgten notdürftige Reparaturen. Als im August 1968 die Grenzen zur Tschechoslowakei erneut geschlossen wurden, musste die Jugendherberge geräumt werden.
Der Straßenbaubetrieb Silnice Teplice nutzte die Baude ab 1968 als Betriebsferienheim. Überfällige Instandsetzung blieben aus und stattdessen wurden Teile der Ausstattung wie Öfen, Parkett und Kassettendecken entfernt. Schließlich war das Objekt so weit heruntergewirtschaftet, dass es aufgegeben werden musste. Dachschäden, Wind und Wetter machten das Haus zur Ruine und im Innern wüteten Vandalen, die selbst die Fenster herausrissen.
Nach 1990 erfolgte am Johannisstein die Öffnung eines Grenzübergangs für Wanderer zwischen Hain und Krompach.
Die Johannissteinbaude wurde privatisiert, aber der neue Eigentümer setzte das Objekt nicht instand. Seit Jahr 2001 wurde die Baude schrittweise saniert und wird nun zu Wohnzwecken genutzt.

## Geologie
Der Berggipfel besteht aus einem ca. 700 bis 800 Meter langen basaltischen Gang, welcher bis zu 5 Meter mächtig ist und bis zu 15 Metern herausragt. Er verläuft gebogen in Ost-West-Richtung und bildet im Gipfelbereich die Grenze zwischen Deutschland und Tschechien. Hier befindet sich auch ein Nephelin-Tephrit mit waagerechten Säulen. Die Gangspalte ist als geologisches Naturdenkmal geschützt.
Den Sockel des Johannissteins bildet Oberturoner Sandstein.